# Grandchamp (Yvelines)
Grandchamp ist eine französische Gemeinde mit 302 Einwohnern (Stand 1. Januar 2022) im Département Yvelines in der Region Île-de-France. Sie gehört zum Arrondissement Mantes-la-Jolie und zum Kanton Bonnières-sur-Seine. Die Einwohner werden Magnicampois genannt.

## Geographie
Grandchamp umfasst eine Fläche von 605 Hektar. Nachbargemeinden sind Condé-sur-Vesgre im Norden, Adainville im Osten, La Hauteville im Südosten, Le Tartre-Gaudran im Süden, Les Pinthières im Südwesten und Boutigny-Prouais im Nordwesten.

## Bevölkerungsentwicklung
| Jahr      | 1962 | 1968 | 1975 | 1982 | 1990 | 1999 | 2006 | 2011 |
| Einwohner | 75   | 83   | 93   | 159  | 219  | 232  | 295  | 313  |

## Sehenswürdigkeiten

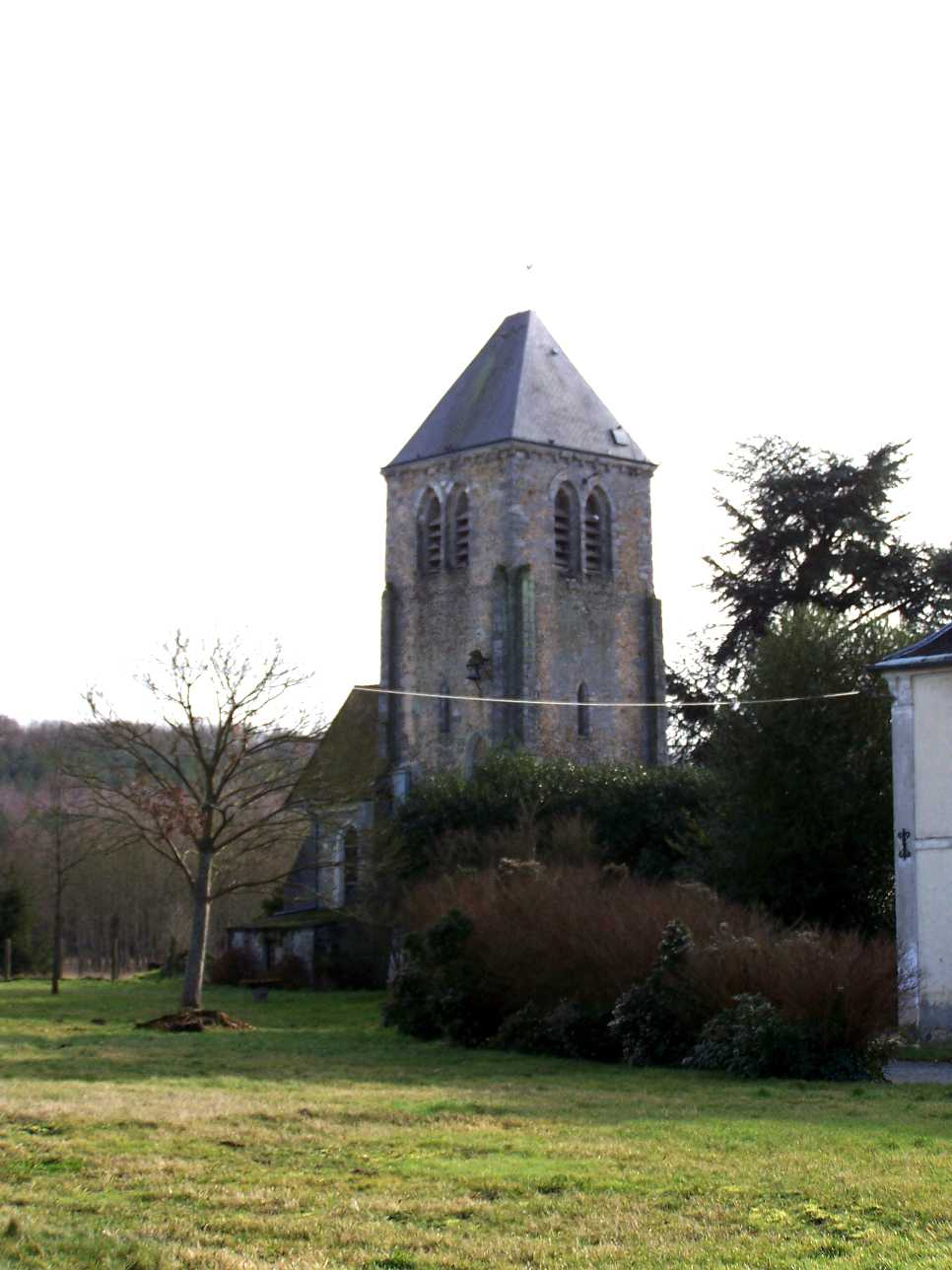
Kirche Saint-Blaise
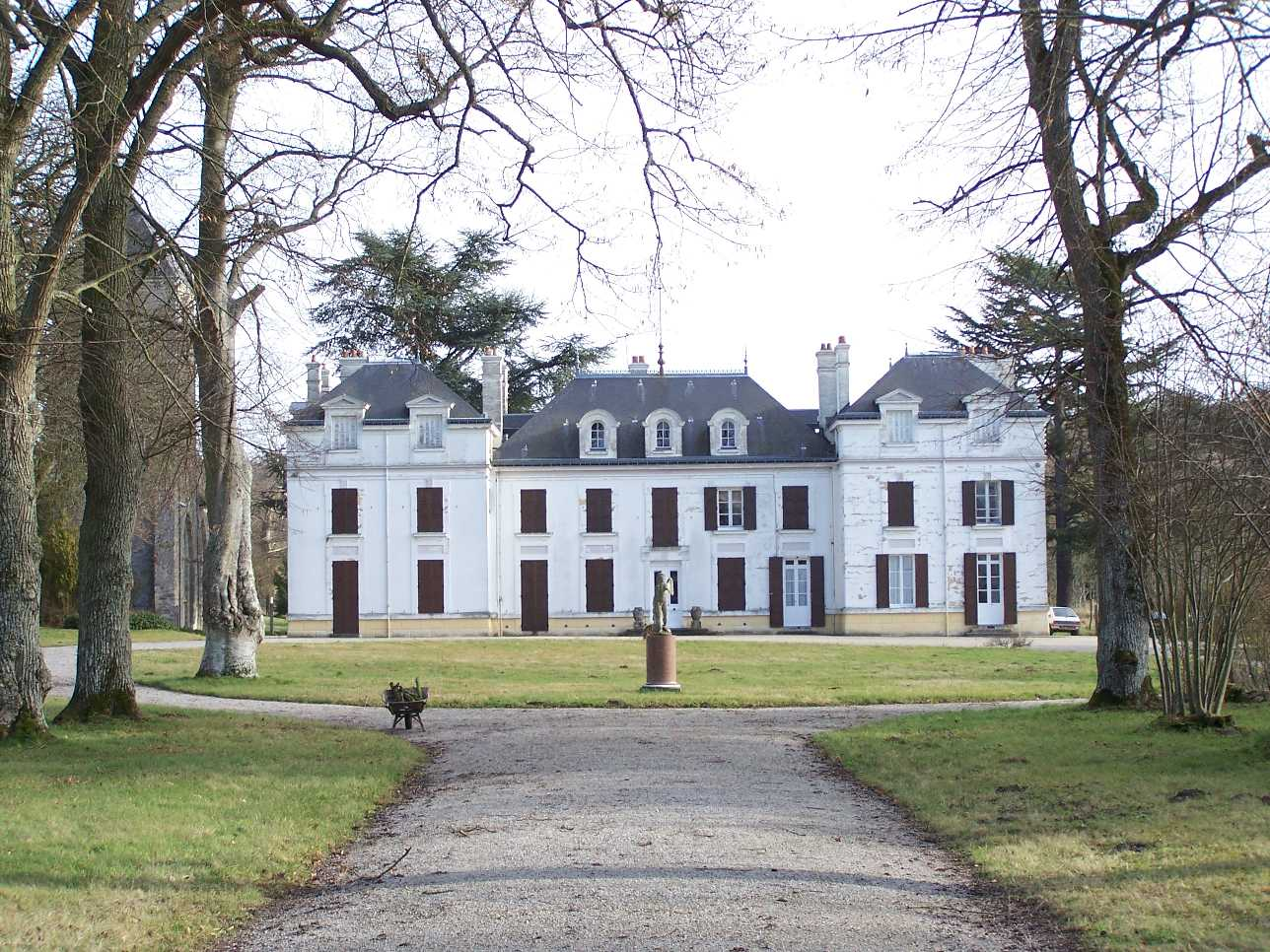
Domäne Grandchamp

- Kirche Saint-Blaise
- Domäne